# ماهیچه سپری‌کوزه‌ای
ماهیچه سپری‌کوزه‌ای یا عضله تیروآریتنوئید (انگلیسی: Thyroarytenoid muscle) یک ماهیچه پهن و نازک است که بدنه پرده‌های صوتی را تشکیل می‌دهد و از دیواره شکمچه حنجره و آویزه آن پشتیبانی می‌کند. کار آن کوتاه کردن پرده‌های صوتی است.